# NGC 702
NGC 702 هو اصطدام مجري، يقع في كوكبة قيطس. اكتشف في 20 سبتمبر 1784 . وقد اكتشفه ويليام هيرشل .

## روابط خارجية
- NGC 702 على موقع ويكي سكاي: DSS2, SDSS, GALEX, IRAS, Hydrogen α, X-Ray, Astrophoto, Sky Map, Articles and images